# Antônio Ferreira Prestes Guimarães
Antônio Ferreira Prestes Guimarães (Passo Fundo, 13 de julho de 1837 — Passo Fundo, 19 de setembro de 1911) foi um político, advogado e militar brasileiro.

## Biografia
Filho de José Prestes Guimarães e Maria do Nascimento Rocha (que com o casamento passou a assinar o seu nome como Maria do Nascimento Neves Preste Guimarães), sendo seus avós paternos o Capitão Manoel José das Neves e Reginalda da Silva Neves, a primeira família a chegar na futura povoação de Passo Fundo em 1827. Foi professor e em 1864 abriu a primeira banca de advogado, já secretariando o comando da Guarda Nacional, no ano seguinte era suplente de delegado de polícia. No período de 1870 a 1873 ocupou a segunda suplência de Juiz Municipal. Foi Juiz de Paz e secretário da Câmara Municipal de Passo Fundo, que presidiu entre 1883 e 1886, o que lhe dava a condição de prefeito. Foi deputado provincial nas legislaturas de 1885, 1887 e 1889, pelo Partido Liberal.
Foi 1º vice-presidente da província do Rio Grande do Sul, assumindo a província interinamente de 25 de junho a 7 de julho de 1889.
Participou da Revolução Federalista, tendo o comando da 1ª Divisão por um breve período, em 1894, quando foi responsável pela ocupação de Alegrete. Foi vitorioso também em 1895, contra a Divisão do Norte, agora em pleno território argentino, defendendo Corrientes.
Seu nome foi dado em homenagem a Escola Estadual General Prestes Guimarães, criada pelo poder público municipal de Passo Fundo em 1962, incorporada ao governo estadual pelo Decreto n° 576 de 04 de novembro de 1967.